# Spacelab

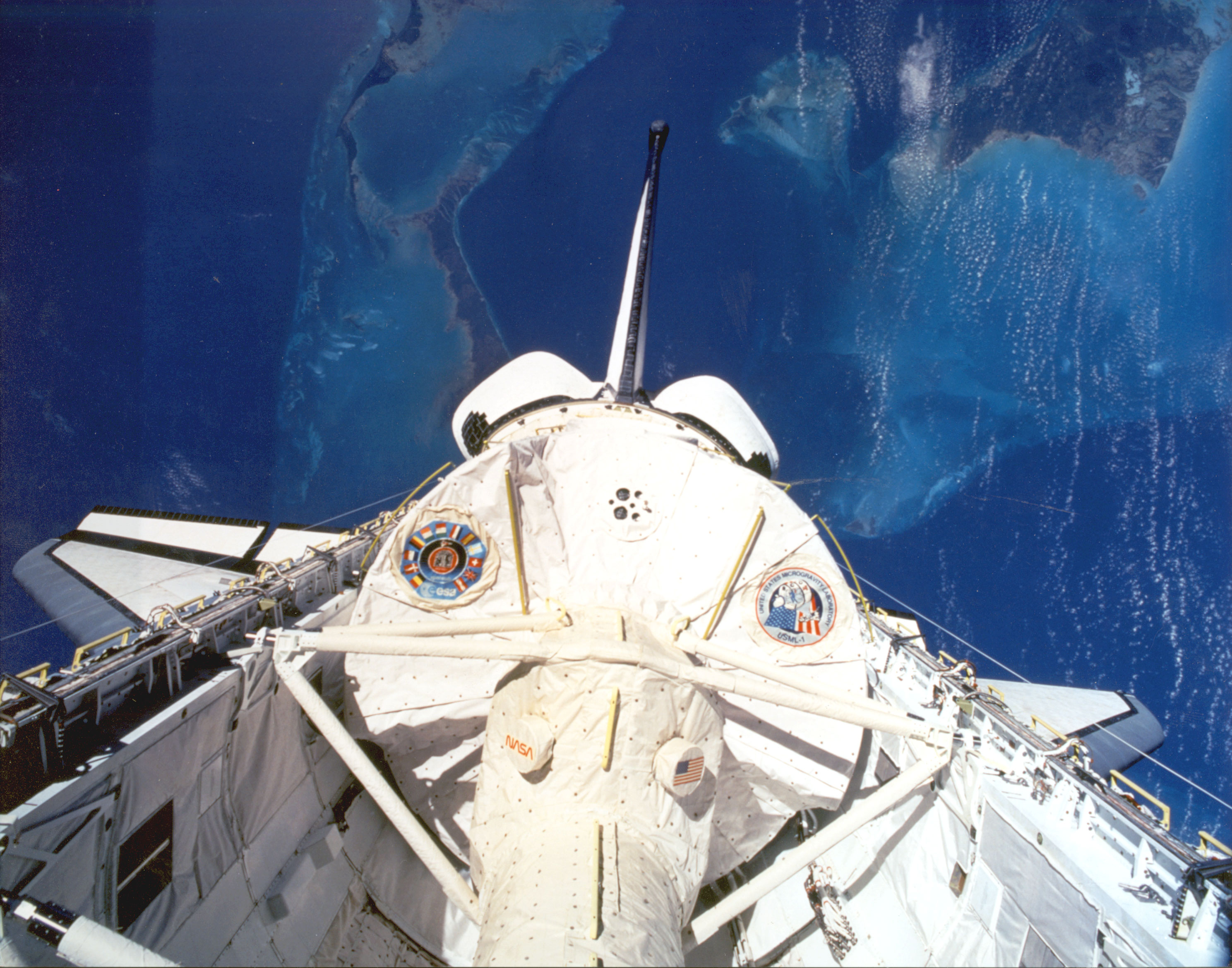
El transbordador Columbia durante la STS-50 con el módulo LM1 del Spacelab y el túnel en su bodega.

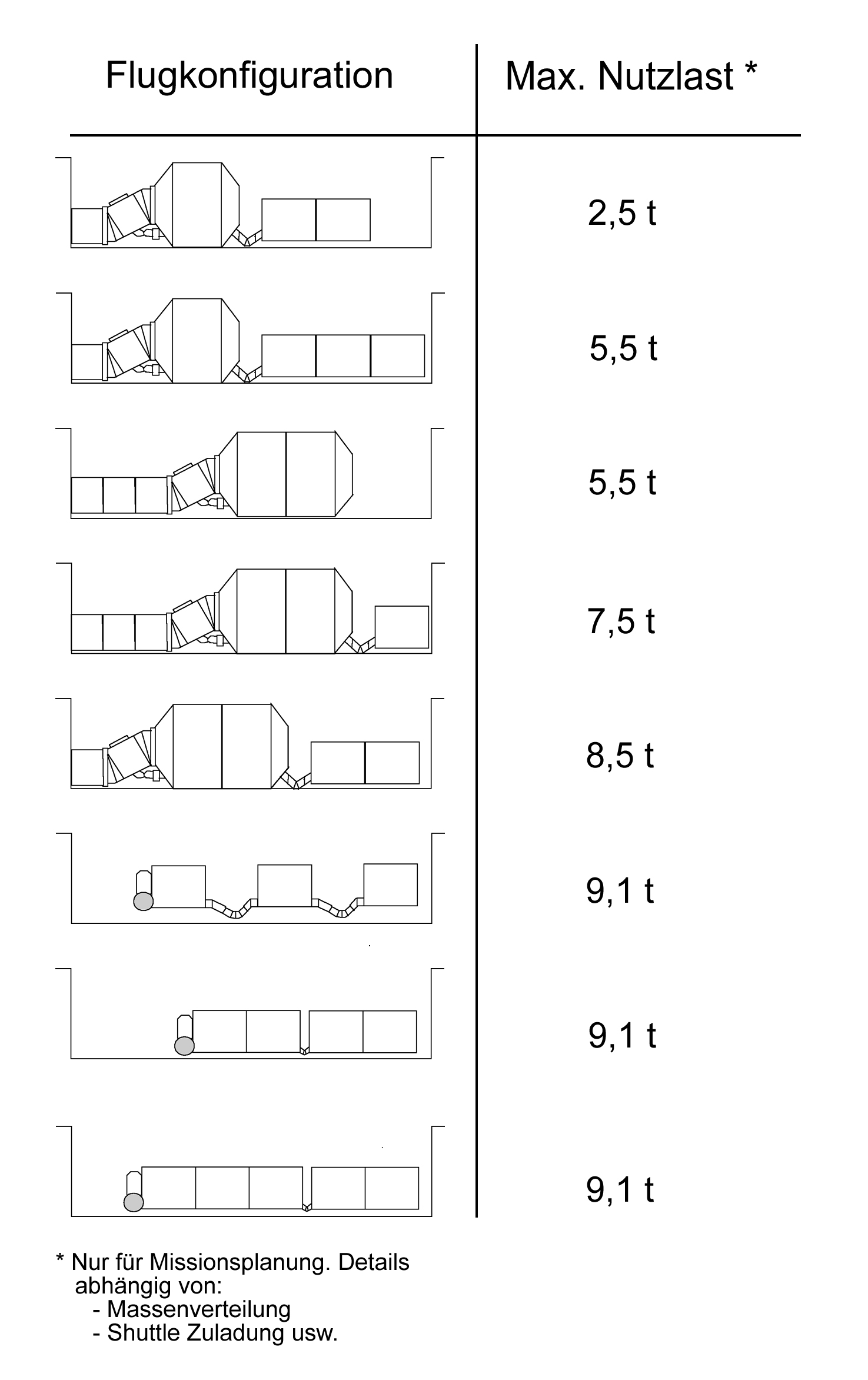
Configuraciones de vuelo.

El Spacelab fue un laboratorio de microgravedad transportado por el transbordador espacial en sus misiones al espacio. Debido a su diseño modular, este se podía reajustar para cumplir con ciertos requisitos según la misión. 
El laboratorio tenía cuatro componentes principales: un módulo presurizado, que a su vez contenía un laboratorio; varias plataformas que permitían exponer materiales y equipamiento al vacío del espacio; un túnel de acceso al módulo; y un subsistema de señalización de instrumentos. 
El laboratorio principal, de forma cilíndrica, era llevado en la parte trasera de la bahía de carga del transbordador. Poseía un diámetro externo de 4.06 metros, y cada uno de sus segmentos una longitud de 2.7 metros. Se usaban dos segmentos la mayor parte del tiempo, resultando pues una longitud total de 5.4 metros. 
En abril de 1973, la NASA y la ESA (conocida entonces como ESRO), firmaron un acuerdo para su fabricación. Su construcción fue iniciada en 1974 por ERNO (Entwicklungsring Nord, representado por VFW-Fokker GmbH, adquirido después por MBB y desde 2003 formando parte de la división EADS Space Transportation del consorcio europeo EADS). El primer laboratorio, LM1, fue concedido gratis a la NASA a cambio de que astronautas europeos gozaran de nuevas oportunidades de vuelo. Un segundo laboratorio, el LM2, fue adquirido por la NASA para su propio uso. 
El Spacelab se usó en 25 vuelos espaciales. En 1998 fue desarmado (se suponía que el trabajo científico tenía que ser trasladado a la Estación Espacial Internacional y al módulo Spacehab, versión más pequeña del Spacelab). Los palés se reutilizaron más tarde en 2002 para la misión STS-99 del transbordador espacial, y es muy probable su uso en el futuro.
El laboratorio LM1 se exhibe actualmente en el Bremenhalle, aeropuerto de Bremen (Alemania).

## Descripción

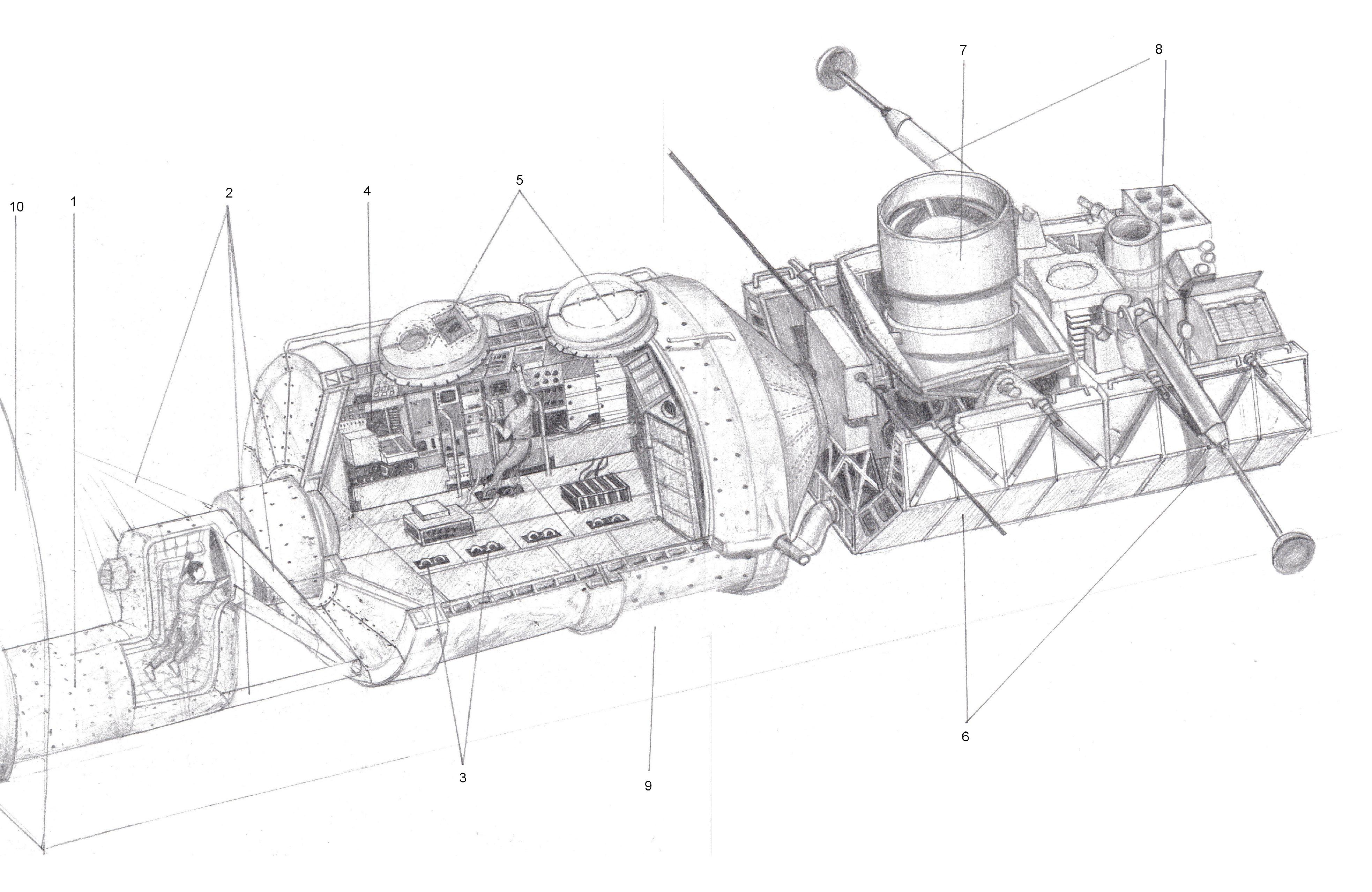
Esquema del Spacelab mostrando el túnel, el módulo presurizado y el Palé.

El módulo del Spacelab Module consistía en un gran laboratorio principal cilíndrico que estaba volando en la parte trasera de la bodega de carga del transbordador, conectado al compartimento de tripulación por un tubo largo. El laboratorio tenía un diámetro exterior de 4,03 m, y cada segmento una longitud de 2,7 m. La mayoría de las veces era usado en forma de configuración modular doble. 
El palé del Spacelab es una plataforma en forma de U para el montaje de instrumental, instrumentos grandes, experimentos que requerían de exposición al espacio, e instrumentos que necesitaban un rango de visión amplio, como los telescopios. The pallet tiene varios puntos fuertes para montar equipos pesados. The pallet puede ser usado en configuración simple o stacked end to end en configuraciones doble o triple .
El túnel, el Iglú, y el sistema instrumental de señalización (IPS), son otros de los elementos del Spacelab.

## Misiones del Spacelab

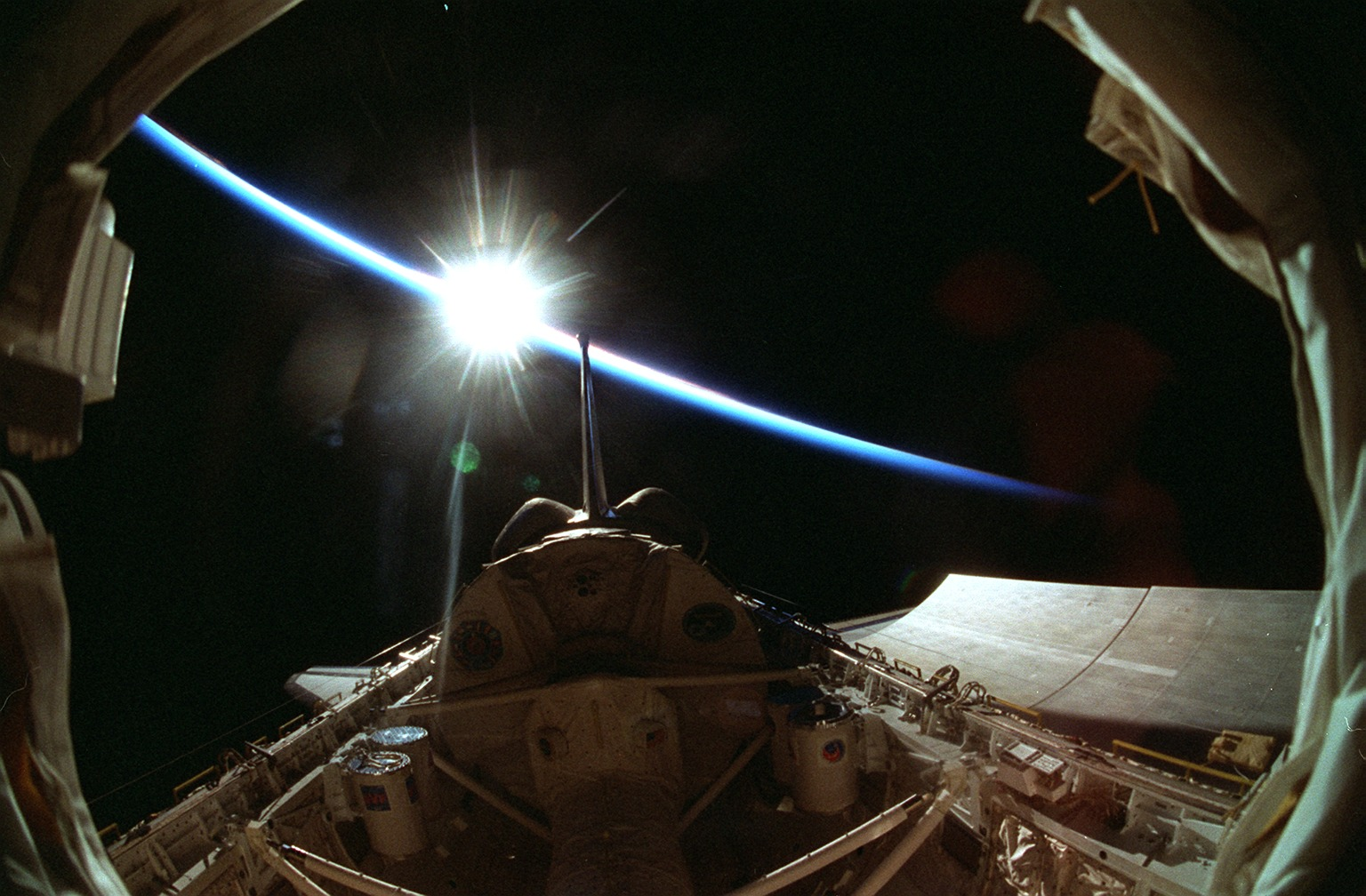
El Spacelab en la bodega de carga durante la STS-90.

- STS-9, Spacelab 1, noviembre 1983, LM1
- STS-51-B, Spacelab 3, abril 1985, LM1
- STS-51-F, Spacelab 2, julio 1985, Palette
- STS-61-A, Spacelab D1, octubre 1985, LM2
- STS-35, ASTRO-1, diciembre 1990, Palette
- STS-40, SLS-1, junio 1991, LM1
- STS-42, IML-1, enero 1992, LM2
- STS-45, ATLAS-1, marzo 1992, Palette
- STS-50, USML-1, junio 1992, LM1
- STS-47, Spacelab-J, septiembre 1992, LM2
- STS-56, ATLAS-2, abril 1993, Palette
- STS-55, Spacelab D2, abril 1993, LM1
- STS-58, SLS-2, octubre 1993, LM2
- STS-59, SRL-1, abril 1994, Palette
- STS-65, IML-2, julio de 1994, LM1
- STS-68, SRL-2, octubre de 1994, Palette
- STS-66, ATLAS-3, noviembre de 1994, Palette
- STS-67, ASTRO-2, marzo de 1995, Palette
- STS-71, Spacelab-Mir, junio de 1995, LM2
- STS-73, USML-2, octubre de 1995, LM1
- STS-78, LMS, junio de 1996, LM2
- STS-83, MSL-1, abril de 1997, LM1
- STS-94, MSL-1R, julio de 1997, LM1
- STS-90, Neurolab, abril 1998, LM2
- STS-99, SRTM, febrero 2000, Palette

- Datos: Q166008
- Multimedia: Spacelab / Q166008